# Pol Valentín Sancho
Pol Valentín Sancho (Avinyonet de Puigventós, Gerona, 21 de febrero de 1997) es un futbolista español. Juega de defensa y su equipo es el Preston North End F. C. de la EFL Championship. Es hermano del también futbolista Gerard Valentín.

## Trayectoria
Se formó en las categorías inferiores de la U. E. Figueres, antes de ingresar en 2015 en el juvenil A del Nàstic de Tarragona.
Durante la temporada 2017-18 formó parte de la Pobla de Mafumet C. F. Hizo su debut profesional en Segunda División con el primer equipo del Nàstic de Tarragona el 13 de enero de 2018 en un empate a uno frente a la U. D. Almería.
Comenzó la temporada 2019-20 en las filas del Nàstic de Tarragona, donde jugó hasta finales de enero, fecha en la que abandonó el club, después de disputar un total de 26 partidos de liga, tras ser traspasado al Valencia C. F. Mestalla.
El 29 de agosto de 2020 se convirtió en jugador del Club de Fútbol Fuenlabrada por dos temporadas. Una vez expiró su contrato se unió al Real Sporting de Gijón, firmando también por dos años. Sin embargo, tras el primero de ellos fue traspasado al Sheffield Wednesday F. C.
En sus primeras dos campañas en Inglaterra disputó setenta encuentros en la EFL Championship. Al final de la segunda quedó libre, pero continuó en el país tras unirse al Preston North End F. C.

## Clubes
| Club                      | País       | Año       |
| ------------------------- | ---------- | --------- |
| Pobla de Mafumet C. F.    | España     | 2017-2018 |
| Nàstic de Tarragona       | España     | 2018-2020 |
| Valencia C. F. Mestalla   | España     | 2020      |
| C. F. Fuenlabrada         | España     | 2020-2022 |
| Real Sporting de Gijón    | España     | 2022-2023 |
| Sheffield Wednesday F. C. | Inglaterra | 2023-2025 |
| Preston North End F. C.   | Inglaterra | 2025-     |